# تيموثي سوان
تيموثي سوان (بالإنجليزية: Timothy Swan)‏ هو ملحن أمريكي، ولد في 23 يوليو 1758، وتوفي في 23 يوليو 1843.

## وصلات خارجية
- تيموثي سوان على موقع ميوزك برينز (الإنجليزية)
- تيموثي سوان على موقع ديسكوغز (الإنجليزية)